# Передняя поясная кора
Передняя поясная кора (ППК, лат. cortex cingularis anterior, англ. anterior cingulate cortex, ACC) — фронтальная часть поясной коры, напоминающая по виду «ошейник» вокруг мозолистого тела. Она соответствует цитоархитектоническим полям Бродмана 24, 32 и 33. Предполагается, что она играет роль в разнообразных автономных функциях, таких как регулирование кровяного давления и сердечного ритма. Она также участвует в выполнении когнитивных функций, таких как ожидание награды, принятие решений, эмпатия, управление импульсивностью, эмоции.
Анатомически ППК может быть разделена на когнитивную (дорсальную) и эмоциональную (рострально-вентральную) компоненты. Дорсальная часть ППК связана с префронтальной корой и теменной корой, а также двигательной системой и фронтальными глазными полями, что делает её центральным участком обработки «нисходящих» (англ. top-down, связанных с целеполаганием) и «восходящих» (англ. bottom-up, связанных с сиюминутными решениями) стимулов и посылкой контрольных сигналов в другие области мозга. Напротив, рострально-вентральная часть связана с миндалевидным телом, прилежащим ядром, гипоталамусом и передней островковой корой и выполняет функции оценки характерных признаков эмоциональной и мотивационной информации. Имеются данные, что ППК особенно активна тогда, когда для решения задачи требуется приложить мысленное усилие или сконцентрироваться.
На клеточном уровне ППК характеризуется большим количеством нейронов специального вида, называемых веретенообразными. Эти нейроны являются эволюционно новым образованием (они найдены только у человека и других высших приматов, китообразных, а также слонов), что подтверждает идею важности ППК в решении трудных задач. Их присутствие также связывается с патологиями, характерными для ППК.